# Eschen-Ahorn
Der Eschen-Ahorn (Acer negundo), auch Eschenblättriger Ahorn genannt, ist eine Pflanzenart aus der Gattung der Ahorne (Acer) in der Familie der Seifenbaumgewächse (Sapindaceae).

## Beschreibung

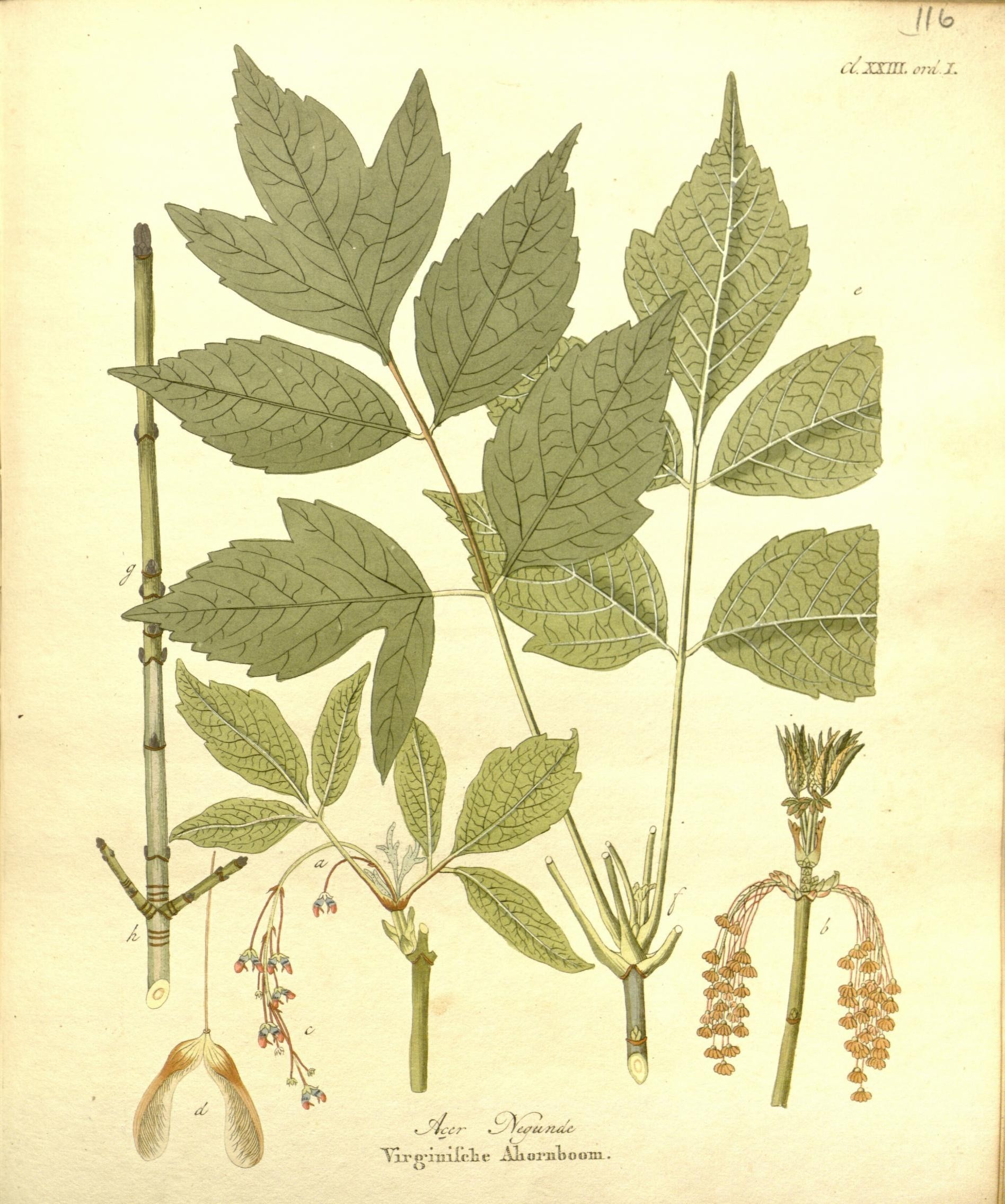
Illustration

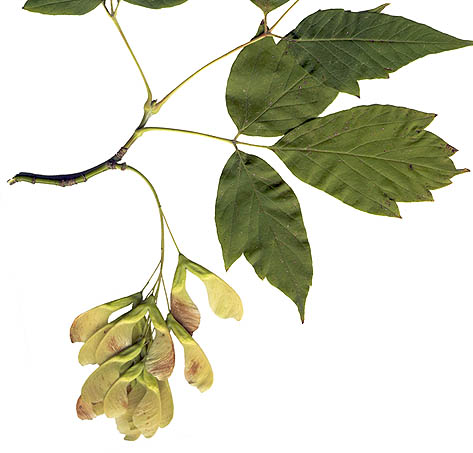
Blätter und Fruchtstände

### Vegetative Merkmale
Der Eschen-Ahorn ist ein laubabwerfender Baum der Wuchshöhen bis über 20 Metern, selten bis über 25 Metern und Stammdurchmesser von über 1,2 Meter, selten bis über 2 Meter erreichen kann. Er bleibt aber meistens einiges kleiner. Die Borke ist glatt und graubraun bis gräulich und im Alter rissig bis furchig. Die Baumkrone ist unregelmäßig gewölbt; im Inneren verdichtet sie sich durch viele Wasserreiser an Stamm und Ästen; alte Stämme sind oft übergelehnt bis niederliegend. Die Rinde der geraden Zweige ist grün und manchmal im zweiten Jahr violett bereift. Die kleine Knospe ist seidig weiß.
Die gegenständig an den Zweigen angeordneten Laubblätter sind in Blattstiel und -spreite gegliedert. Die unpaarig gefiederte Blattspreite enthält drei bis sieben Blättchen. Das Laubblatt ist bis zu 20 Zentimeter lang sowie etwa 15 Zentimeter breit. Die vorderseits gröber oder feiner gesägten und teils gelappten Blättchen sind kurz gestielt bis sitzend. Die Blättchen sind bei einer Länge von 5 bis 10 Zentimetern eiförmig bis verkehrt-eiförmig mit spitzem bis zugespitztem oberen Ende. Die Blättchen sind dünnledrig und oben mattgrün; unten sind sie heller und oft leicht behaart.

### Generative Merkmale
Der Eschen-Ahorn ist zweihäusig getrenntgeschlechtig (diözisch). Die Blüten erscheinen achselständig. Die männlichen Blüten sitzen in kleinen, hängenden Büscheln, die weiblichen Blüten sitzen zu einigen in längeren, hängenden, traubigen Blütenständen. Die Blüten erscheinen Anfang März bis April, vor oder mit dem Blattaustrieb.
Die lang gestielten, kleinen, eingeschlechtlichen Blüten sind 4–5-zählig mit einfacher Blütenhülle, die Kronblätter fehlen. Die schlanken Blütenstiel sind mehr oder weniger behaart. Der Kelch ist außen mehr oder weniger borstig und rötlich-grünlich. Die männlichen Blüten enthalten bis zu sechs kurze Staubblätter mit großen, länglichen und roten, bespitzten Antheren, der Fruchtknoten der weiblichen Blüten ist kahl bis leicht behaart mit langen, grünlichen Narbenästen. Ein Diskus ist nicht erkennbar oder er ist nur klein.
Die etwa 3–4,5 Zentimeter langen, einsamigen und geflügelten Nussfrüchte stehen in einer zweiteiligen Spaltfrucht. Die Flügel sind spitzwinklig spreizend und einwärts gekrümmt. Sie reifen bereits früh, ohne Nachbarschaft eines männlichen Baumes sind sie allerdings meist „taub“, also nicht befruchtet und damit nicht keimfähig (Parthenokarpie).
Die Chromosomenzahl beträgt 2n = 26.

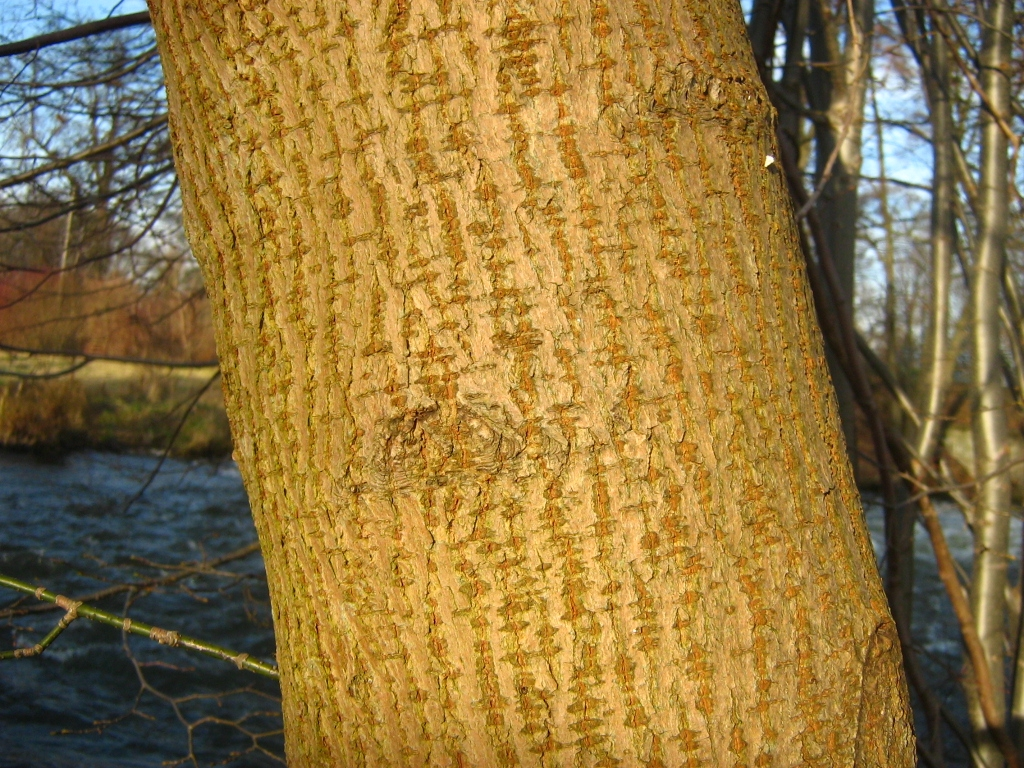
Borke
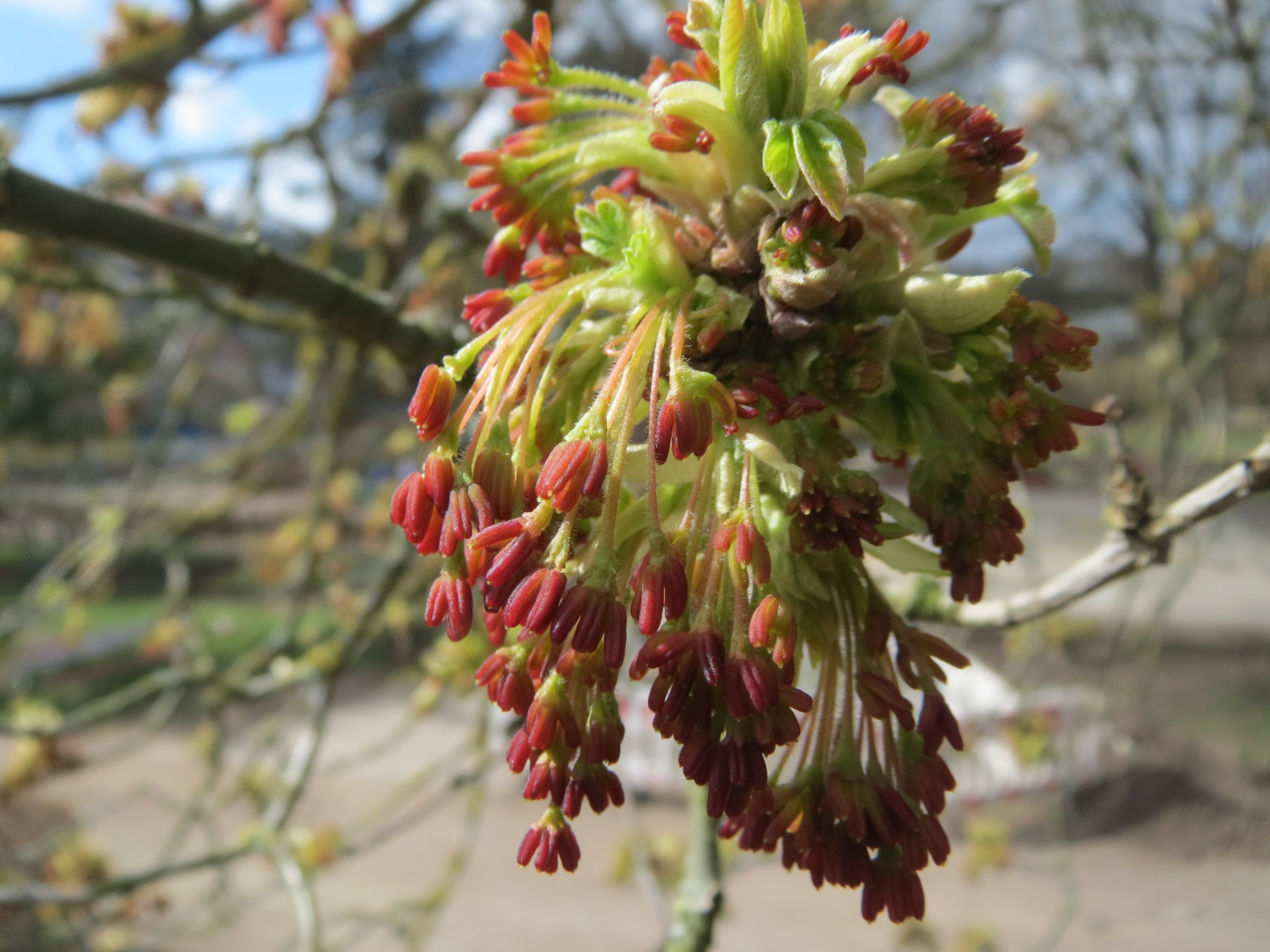
Männlicher Blütenstand
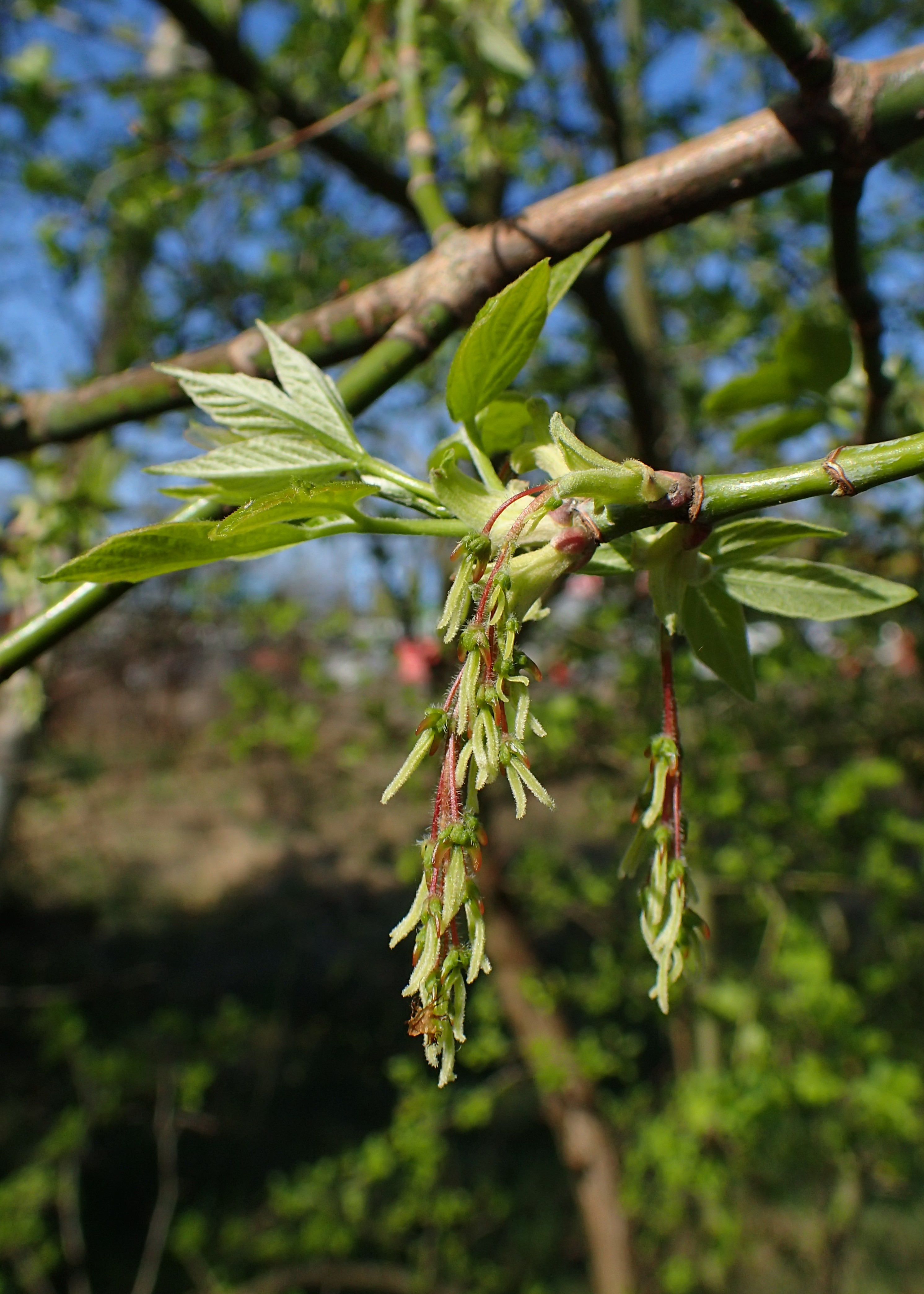
Weiblicher Blütenstand
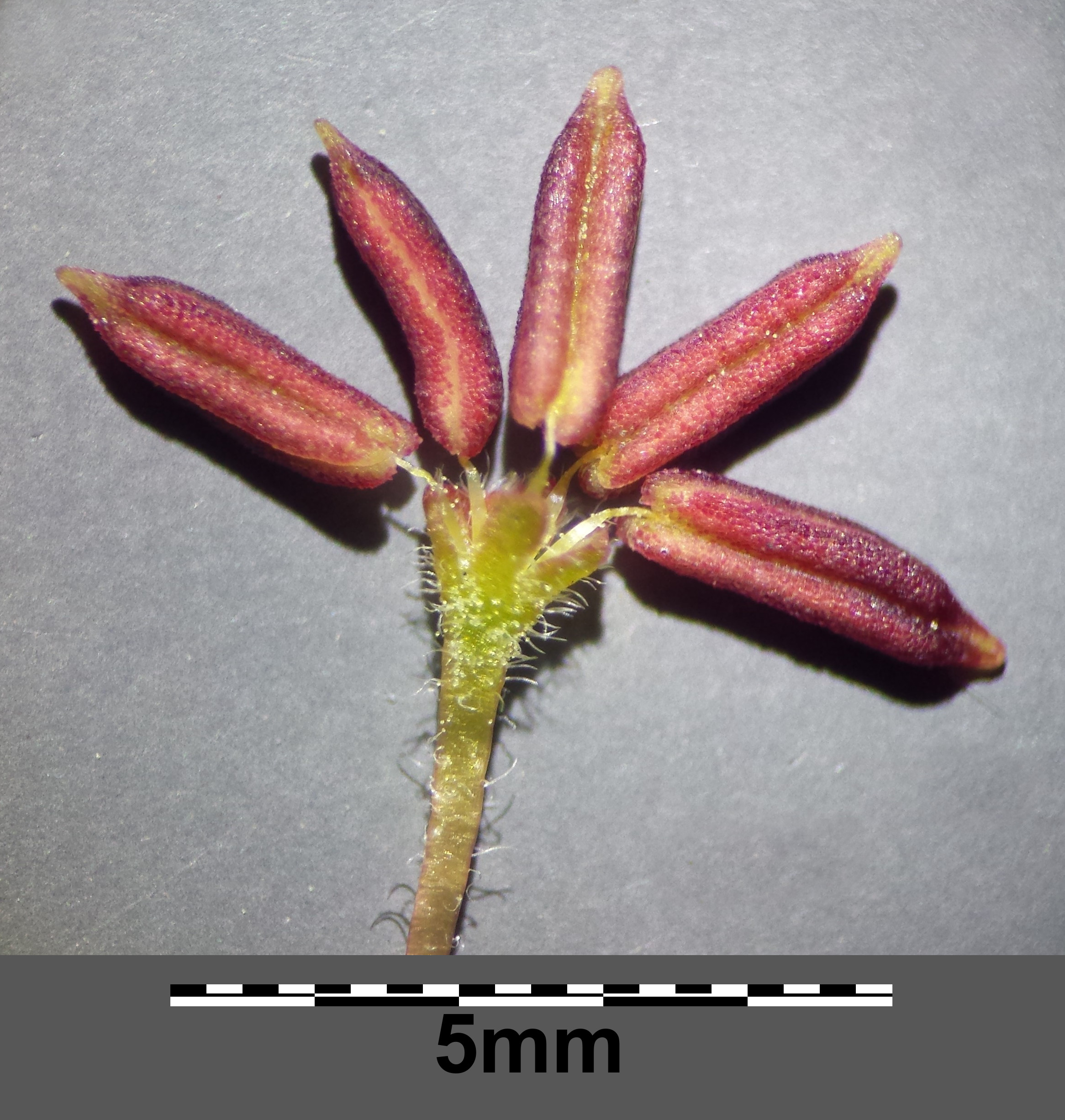
Männliche Blüte
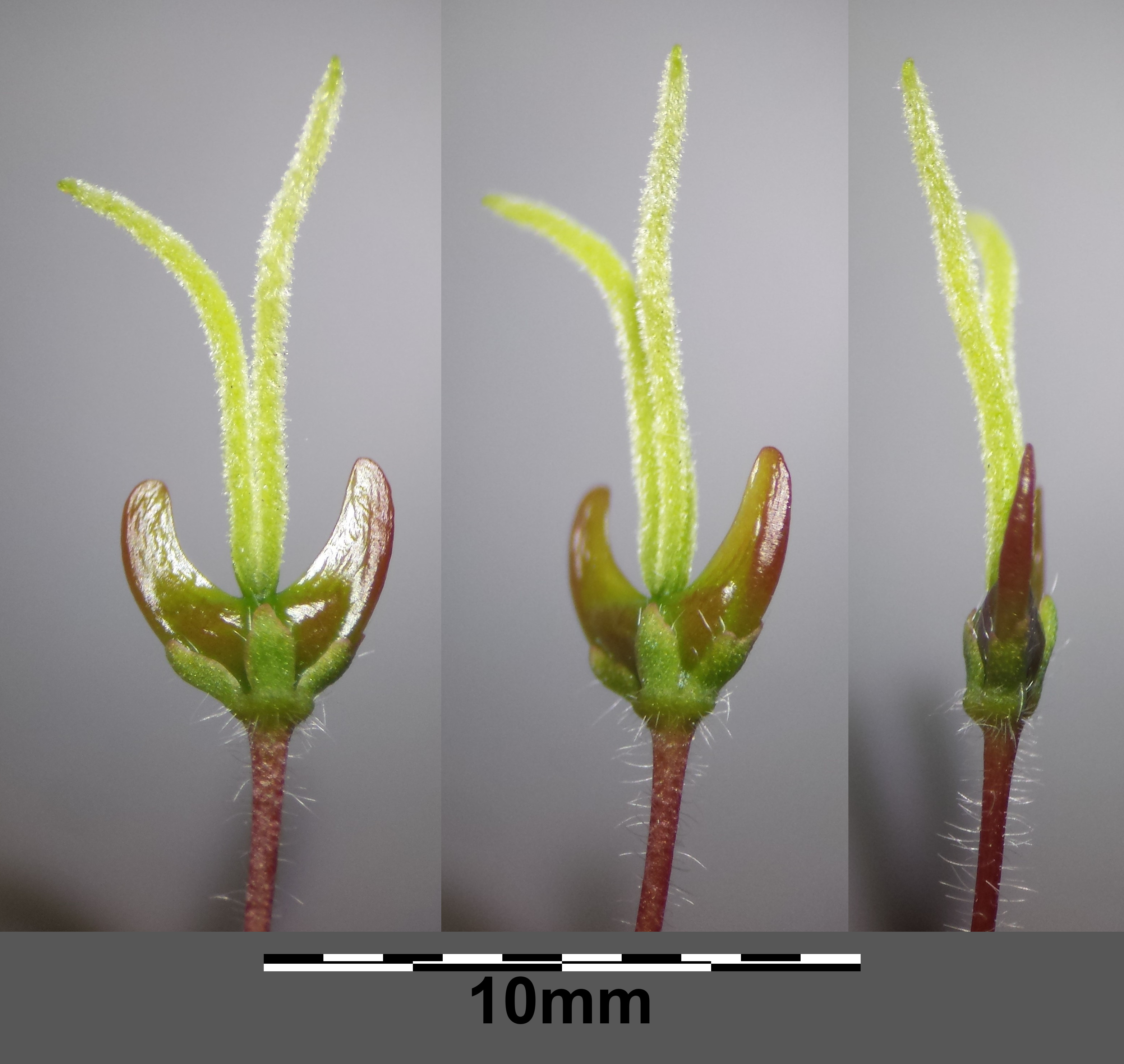
Weibliche Blüte

## Ökologie
Gegen Rauch und Staub im städtischen Bereich ist der Eschen-Ahorn ebenso wie gegen Trockenheit unempfindlich. Im Alter wird der Baum jedoch in der Krone brüchig und ist damit windbruchgefährdet.
Die Bestäubung erfolgt durch den Wind (Anemogamie).

## Verbreitung

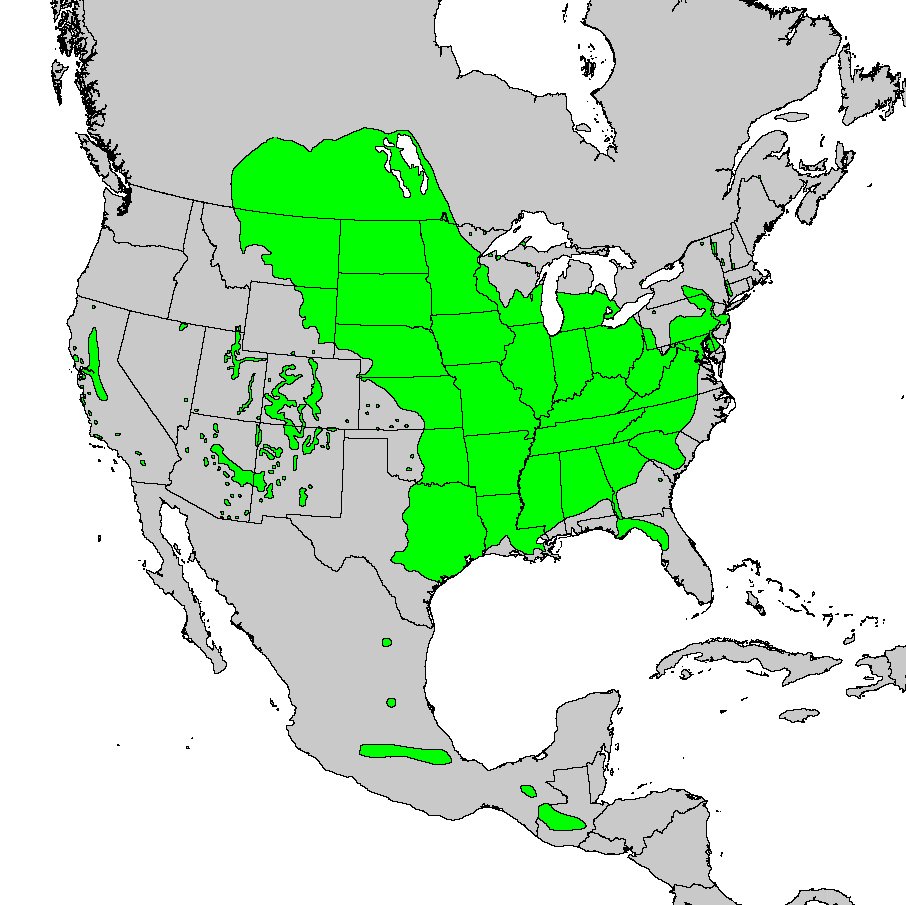
Autochthone Verbreitung

Der Eschen-Ahorn ist im östlichen Nordamerika von Ontario bis Florida mit geographischen Varietäten bis Alberta, Kalifornien und Texas heimisch. Er gedeiht dort in den ostamerikanischen Auenwäldern der Ordnung Ulmo-Aceretalia-saccharini und in Kalifornien in denen der Ordnung Platanetalia-racemosi.
Der Eschen-Ahorn wurde bereits 1688 in Mitteleuropa eingeführt und ist bis heute eines der am meisten gepflanzten fremdländischen Gehölze. Er ist als Neophyt eingebürgert. Er gedeiht auch in Mitteleuropa gelegentlich in Auenwäldern im Querco-Ulmetum aus dem Verband Alno-Ulmion.
Die ökologischen Zeigerwerte nach Landolt et al. 2010 sind in der Schweiz: Feuchtezahl F = 3+w+ (feucht aber stark wechselnd), Lichtzahl L = 3 (halbschattig), Reaktionszahl R = 3 (schwach sauer bis neutral), Temperaturzahl T = 4+ (warm-kollin), Nährstoffzahl N = 4 (nährstoffreich), Kontinentalitätszahl K = 2 (subozeanisch).

## Systematik
Die Erstveröffentlichung von Acer negundo erfolgte durch Carl von Linné.
Man kann von Acer negundo mehrere Varietäten unterscheiden, darunter:
- Acer negundo L. var. negundo
- Acer negundo var. californicum (Torr. & A.Gray) Sarg.: Diese Varietät ist nur in Südkalifornien heimisch. Die Rinde der Zweige ist filzig behaart; pro Laubblatt sitzen in der Regel genau drei Blättchen, die unterseits bleibend behaart sind.

## Zuchtformen

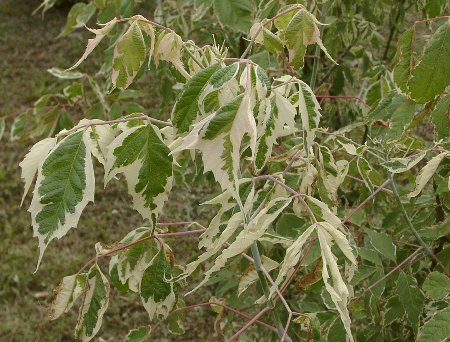
Silber-Eschenahorn (Acer negundo ‘Variegatum’), Laub

Es wurden mehrere Sorten ausgelesen, unter anderem mit panaschiertem Laub:
- 'Auratum': Diese Sorte hat teilweise gelbes Laub; im Gegensatz zur Sorte ‘Odessanum’ ist die Rinde junger Zweige unbehaart. Diese Sorte ist bei weitem nicht so schön wie 'Odessanum' und deshalb praktisch nicht mehr in Kultur. Nur werden im Handel befindliche Exemplare von ‘Odessanum’ oft fälschlich als 'Auratum' bezeichnet.
- 'Odessanum': Diese Zuchtform ist 1891 in Odessa entstanden. Die Rinde junger Zweige ist dicht weißlich behaart; die Blättchen sind bei sonnigem Stand leuchtend goldgelb. Durchaus häufiger in Parks und Gärten zu sehen.
- 'Aureo-Variegatum': Diese auch Gold-Eschenahorn genannte Sorte besitzt gelb-grünes Laub. Die Sorte ist männlich.
- 'Flamingo': Diese Sorte, auch Flamingo-Eschenahorn genannt, hat weißrosa-grünes Laub. Diese Sorte ist weiblich.
- 'Variegatum': Diese 1852 in Frankreich entstandene Sorte wird auch Silber-Eschenahorn genannt. Sie ist die am häufigsten gepflanzte buntblättrige Form und in Gärten und Parks überall anzutreffen. Sie ist relativ schwachwüchsig und hat bereifte Triebe. Die Blättchen sind breit und sehr unregelmäßig weiß gerandet; in der Mitte sind sie grün mit eingestreuten weißen Feldern. Junge Blätter sind rosa gerandet. Die Früchte sitzen in schlanken, 10 Zentimeter langen Trauben zu jeweils fünf Früchten. Die Früchte haben hellgrüne Flügel, die gelblich und rosa schattiert sind.
- Acer negundo var. californicum 'Violaceum': Diese starkwüchsige Form hat eine braungrüne kahle Rinde, die später fast violett-schwarz wird und blau bereift ist. Die Laubblätter sind dunkelgrün und unten weich behaart; die Blattstiele sind rot.